# Marilia fusca
Marilia fusca là một loài Trichoptera trong họ Odontoceridae. Chúng phân bố ở miền Australasia.